# Aleksej Kondrat'evič Savrasov
Aleksej Kondrat'evič Savrasov in russo Алексей Кондратьевич Саврасов? (Mosca, 24 maggio 1830 – Mosca, 8 aprile 1886) è stato un pittore russo specializzato in paesaggi e creatore dello stile dei paesaggi lirici.

## Biografia

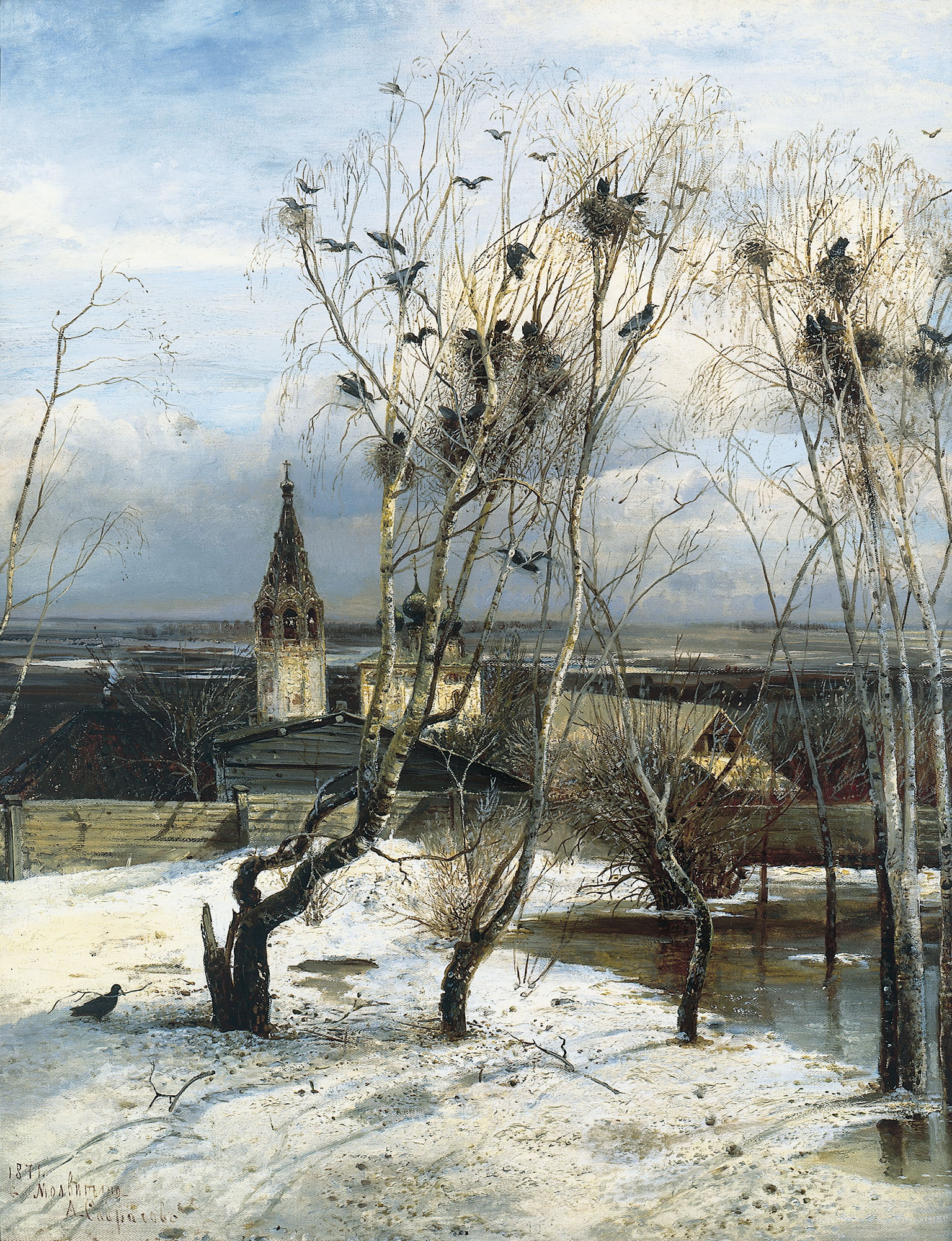
I corvi devono tornare a casa, 1871

Savrasov nacque in una famiglia di mercanti, cominciò a disegnare presto e nel 1838 si iscrisse come studente del professor Rabus alla Scuola di Mosca di pittura, scultura e architettura, in cui si diplomò nel 1850, e immediatamente cominciò a specializzarsi in pittura paesaggistica.
Nel 1852 si trasferì in Ucraina, due anni dopo, nel 1854, su invito della gran duchessa Marija Nikolaevna presidentessa dell'Accademia Imperiale d'Arte andò a vivere nei pressi di San Pietroburgo. Nel 1857 Savrasov divenne insegnante alla scuola di Mosca di pittura, scultura e architettura, tra i suoi miglior discepoli ci furono Isaak Il'ič Levitan e Konstantin Korovin che lo ricordavano con ammirazione e gratitudine.
Nel 1857 si sposò con Sophia Karlovna Hertz, figlia dello storico dell'arte K. Hertz, ed ebbero cinque figli. Nella loro casa ricevettero spesso artisti e collezionisti, come ad esempio Pavel Tret'jakov (fondatore della Galleria Tret'jakov). Savrasov divenne amico intimo di Vasilij Grigor'evič Perov. Perov lo aiutò con i barcaioli nel quadro il Volga vicino a Jur'evec e Savrasov dipinse il paesaggio per i dipinti di Perov l'acchiappauccelli e i cacciatori a riposo.
Nel 1862 si recò in Inghilterra a vedere l'Esposizione internazionale, e poi in Svizzera. Venne così notevolmente impressionato dal pittore inglese John Constable e da quello svizzero Alexandre Calame. I corvi devono tornare a casa del 1871 è considerato dai critici il culmine della carriera artistica di Savrasov. Rappresentando una comune scena di uccelli che ritornano a casa, con un paesaggio molto semplice, Savrasov mostra emotivamente la transizione della natura dall'inverno alla primavera. È un nuovo tipo di pittura, il paesaggio lirico, chiamato successivamente dai critici il paesaggio dell'umore. Il quadro gli diede la fama.
Nel 1870 entra a far parte del gruppo dei Peredvižniki, dissociandosi dall'arte accademica. Nel 1871 dopo la morte di sua figlia, ebbe una crisi artistica. Le sue disavventure personali e forse l'insoddisfazione artistica furono tra le cause del suo alcolismo. Tutti i tentativi dei suoi familiari e dei suoi amici per aiutarlo si rivelarono vani. Finito il suo matrimonio nel 1876, convisse dapprima con Vera Ivanovna Kindjakova e dal 1883 con Ekaterina Matveevna Morgunova (1856-1920), da cui ebbe la figlia Vera e Aleksej (1884-1935), divenuto un noto pittore dell'avanguardia russa.
Nell'ultimo anno di vita Savrasov era povero e vagabondava da un rifugio all'altro; solo il portinaio della scuola di Mosca di pittura, architettura e scultura, insieme a Pavel Tret'jakov si presentarono al suo funerale nel 1897.